# Goldene Kamera 1986
Die Verleihung der Goldenen Kamera 1986 fand am 19. Februar 1987 im Verlagshaus der Axel Springer GmbH in Berlin statt. Es war die 22. Verleihung dieser Auszeichnung. Das Publikum wurde durch Peter Tamm, den Vorstandsvorsitzenden des Axel-Springer-Verlages, begrüßt. Die Verleihung der Preise sowie die Moderation übernahmen Sabine Sauer und Wilhelm Wieben. An der Veranstaltung nahmen etwa 420 Gäste teil. Die Verleihung wurde am 20. Februar 1987 im Fernsehen von der ARD übertragen. Die Leser wählten in der Kategorie Beste Fernsehdame ihre Favoritinnen.

## Preisträger

### Schauspieler
- Günter Strack – Hessische Geschichten

### Schauspielerin
- Marie-Theres Relin – Das unverhoffte Glück
- Hanna Schygulla – Peter der Große

### Bester Autor und beste Hauptrolle
- Hardy Krüger – Sonnenschauer

### Beste Autorin
- Irmgard von zur Mühlen – Die Frauen des 20. Juli

### Beste Moderatorin
- Stefanie Tücking – Formel Eins (Nachwuchspreis Kleine Goldene Kamera)

### Beste Regie
- Axel Corti – Eine blaßblaue Frauenschrift

### Beliebteste Fernsehdame
- Dagmar Berghoff Moderation Tagesthemen und ARD-Wunschkonzert (1. Platz der Hörzu-Leserwahl)
- Ulrike Wolf – Moderation Tagesthemen (2. Platz der Hörzu-Leserwahl)
- Ilona Christen – ZDF-Fernsehgarten (3. Platz der Hörzu-Leserwahl)

### Bester Showmaster
- Hans-Joachim Kulenkampff – Einer wird gewinnen und Nachtgedanken

### Innenpolitik
- Klaus Bresser (ZDF-Innenpolitik-Chef)

### Leistung als Sportler, Fußballer
- Diego Maradona

### Unterhaltung
- Wolfgang Penk (ZDF-Unterhaltungschef) – Die Schwarzwaldklinik, Das Traumschiff, Wetten, dass …? und Na sowas!

### Ehrenpreis
- Berlin – Ehrenpreis zum 750. Geburtstag (den Preis nahm der regierende Bürgermeister von Berlin Eberhard Diepgen entgegen)
- Richard von Weizsäcker – Ehrenpreis für das „Wirken durch Reden“

## Sonstiges
- Der Jungkicker Heiko Götze nahm stellvertretend den Preis für Diego Maradona entgegen
- Erstmals erhielt eine Stadt (Berlin) die Goldene Kamera.

## Weblink
- Goldene Kamera 1987 – 22. Verleihung